# Радзехови-Вепш (гміна)
Гміна Радзехови-Вепш (пол. Gmina Radziechowy-Wieprz) — сільська гміна у південній Польщі. Належить до Живецького повіту Сілезького воєводства.
Станом на 31 грудня 2011 у гміні проживало 12947 осіб.

## Територія
Згідно з даними за 2007 рік площа гміни становила 65.94 км², у тому числі:
- орні землі: 53.00%
- ліси: 38.00%

Таким чином, площа гміни становить 6.34% площі повіту.

## Населення
Станом на 31 грудня 2011:
| Опис     | Загалом | Загалом | Чоловіки | Чоловіки | Жінки | Жінки |
| -------- | ------- | ------- | -------- | -------- | ----- | ----- |
| одиниця  | осіб    | %       | осіб     | %        | осіб  | %     |
| все      | 12947   | 100     | 6347     | 49.02    | 6600  | 50.98 |
| міське   | 0       | 100     | 0        |          | 0     |       |
| сільське | 12947   | 100     | 6347     | 49.02    | 6600  | 50.98 |

## Сусідні гміни
Гміна Радзехови-Вепш межує з такими гмінами: Венґерська Ґурка, Єлесня, Живець, Ліпова, Мілювка, Свінна.